# Aviosuperficie di Ca' degli Oppi
Il campo di volo di Ca' degli Oppi, vicino a Verona, fu un campo di volo realizzato, insieme ad altri, nella primavera del 1918 a seguito dell'arretramento del fronte sul fiume Piave. 
Il campo di volo era ubicato lungo la via S. Francesco che conduce verso Villafontana.

## Storia
All'inizio della Battaglia del Piave, verso la metà del 1918, sul campo di volo di Ca' degli Oppi (comune di Oppeano) troviamo schierato l'XI Gruppo Aeroplani del Servizio Aeronautico del Regio Esercito che qui arretrò il 14 maggio 1918 al comando del maggiore Leonardo Nardi, con la 4ª Squadriglia da Bombardamento e la 6ª Squadriglia da Bombardamento Caproni.
Il Gruppo, comandato dal Maggiore Reggio, fu dapprima equipaggiato con trimotori pesanti Caproni Ca.33 e successivamente con i Ca.44.
L'aviosuperficie fu impiegata per circa un mese tra il maggio e il giugno del 1918 con missioni di bombardamento, lancio di volantini patriottici e ricognizione fotografica. Tra gli obiettivi nemici colpiti si ricordano i campi di aviazione austriaci di Gardolo e di Pergine, le località di Fucine in Val di Sole e di Vezzena.
Il campo fu abbandonato verso metà giugno con il trasferimento del reparto di volo dapprima al Campo di aviazione di Verona-Tombetta in Piazza d'Armi e poi a Padova (1º novembre 1918). Questa decisione fu presa soprattutto a causa dei gravi problemi sanitari e strutturali presenti nell'aviosuperficie (pista di volo malamente livellata che non permetteva il decollo a pieno carico e numerosi casi di febbre malarica che colpirono la guarnigione (in data 2 giugno 1918 risultano ricoverati presso l'ospedale di tappa di Bovolone 13 militari).
È interessante notare che sullo stemma della 4ª Squadriglia campeggia un leone nero rampante, simbolo simile a quello della 72ª Squadriglia Caccia che adotta come primo stemma, il Leone di San Marco rosso sovrapposto o accostato alla coccarda tricolore. In seguito, probabilmente dopo la ricostituzione del 1923, fu adottato un Leone rampante rosso in campo bianco poi ripreso dal 72º Gruppo I.T..